# Zračna puška
Zračna puška je športna puška, ki izstreljuje izstrelke različnih kalibrov (običajno pa 4,5 mm) s pomočjo stisnjenega zraka, ki ga ob stisku sprožilca proizvede bat, katerega se po navadi napne med vlaganjem izstrelka. Novejše orožje deluje na manjše bombice napolnjene s CO2, ki se jih vstavi v orožje in nadomestijo ročno napenjanje.
V preteklosti je bila zračna puška predvsem orožje atentatorjev in s tem predhodnica pridušenega orožja. Te puške so izstreljevale izstrelke večjega kalibra na manjših razdaljah. 
Zračne puške se danes največkrat uporabljajo v disciplini športnega streljanja z zračno puško.
Po Zakonu o orožju (ZOro-1-UPB1/(Ur.l. RS, št. 23/2005)) spada zračna puška v Sloveniji med zračno orožje, ki ga ni treba prijaviti (kategorija D 6).